# Saint-Ambroise-de-la-Jeune-Lorette

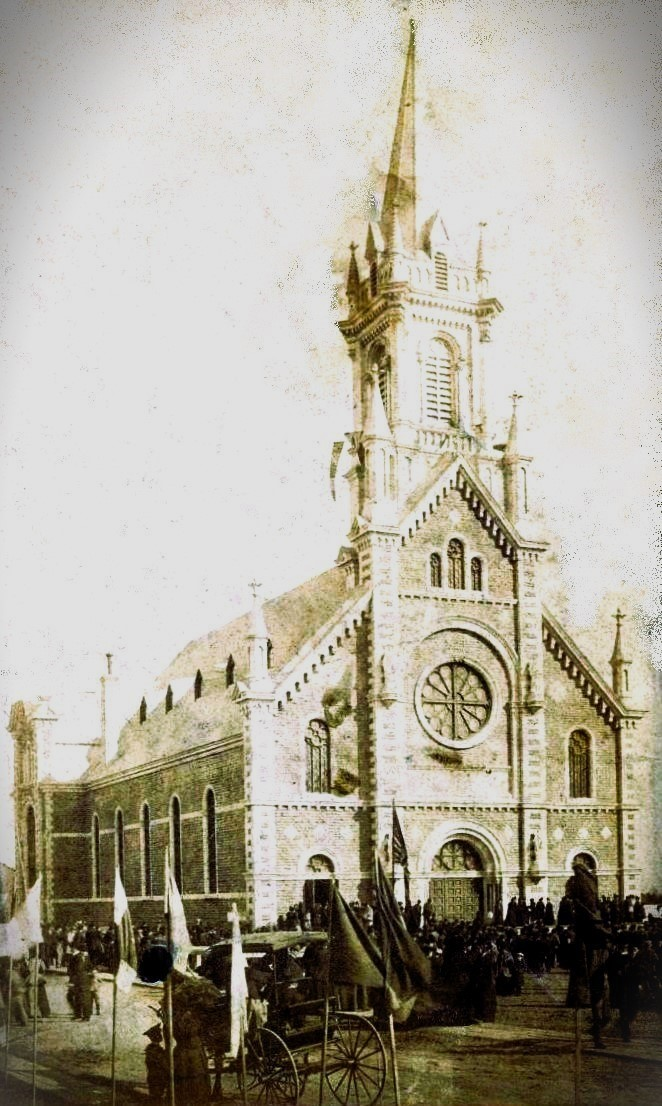
Église Saint-Ambroise-de-la-Jeune-Lorette, 1894

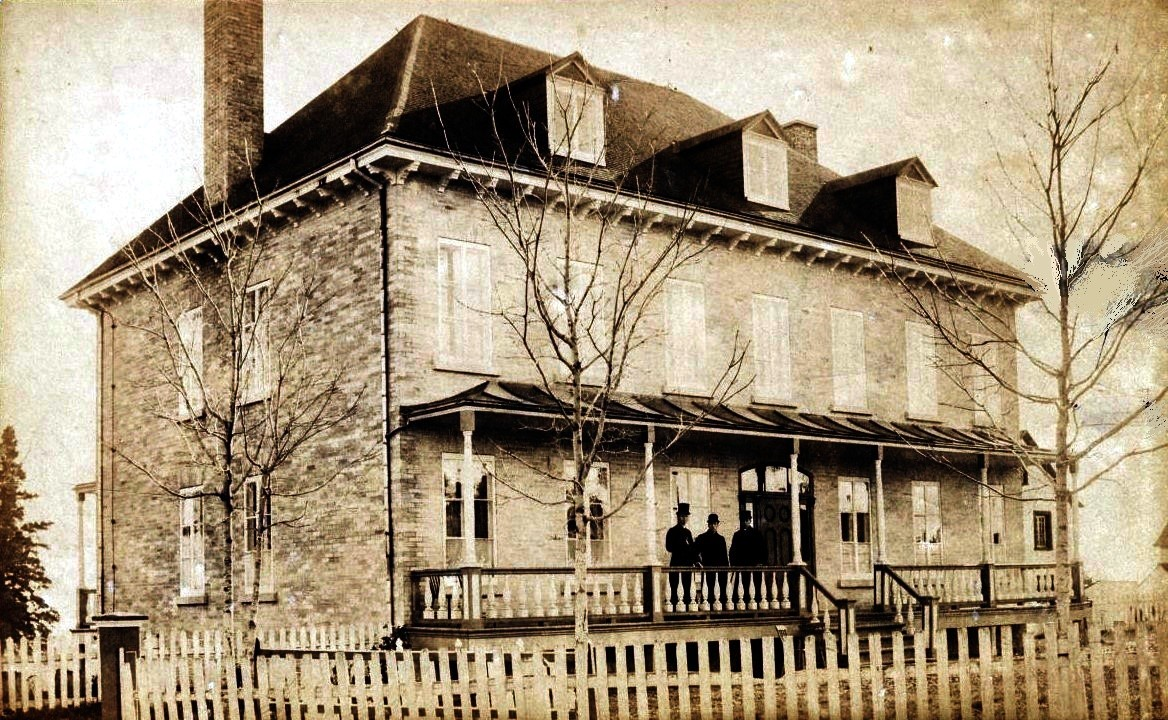
Presbytère Saint-Ambroise-de-la-Jeune-Lorette, 1894

Saint-Ambroise-de-la-Jeune-Lorette est une ancienne municipalité du Québec. 

## Histoire
La Paroisse de Saint-Ambroise-de-la-Jeune-Lorette a été constitué le 1er juillet 1855. En 1904, s'y détache le village de Saint-Ambroise qui deviendra en 1913, le village de Loretteville. En 1909, une partie de son territoire deviendra la Paroisse de Saint-Gérard-Majella . En 1929, une autre partie de son territoire se détache pour la création de la municipalité de Saint-Émile. La Paroisse de Saint-Ambroise-de-la-Jeune-Lorette change son toponyme le 21 septembre 1963 pour devenir la Paroisse de Neufchâtel (Québec). Le 11 juillet 1964, elle change son toponyme à nouveau pour devenir la Ville de Neufchâtel. 
Durant l'année 1970, plusieurs discussions ont lieu entre les dirigeants des villes de Neufchâtel et de Québec pour une fusion. La ville de Neufchâtel fusionne avec la ville de Québec au 1er janvier 1971.

### Liste des maires de Saint-Ambroise-de-la-Jeune-Lorette
- 1855-1864 : Joseph Savard
- 1864-1876 : Pierre Beaulieu
- 1876-1877 : Joseph Verret
- 1878-1879 : Charles Durand
- 1879-1892 : Prosper Martel
- 1893-1895 : Alexandre St-Armand
- 1895-1901 : Prosper Martel - deuxième mandat
- 1902-1904 : Joseph-Édouard Durand
- 1904-1905 : Prosper Verret
- 1905-1911 : Jean A. Boutet
- 1911-1913 : Joseph Pépin
- 1913-1917 : Odilon Lirette
- 1917-1923 : Joseph Couture
- 1923-1926 : Joseph Falardeau
- 1927-1936 : Wilfrid Savard
- 1937-1942 : Narcisse Allard
- 1943-1946 : Émile Drolet
- 1947-1966 : Charles-Auguste Savard - Maire de Saint-Ambroise-de-la-Jeune-Lorette et de Neufchâtel

#### Hommages toponymiques
- Le boulevard Couture a été nommée en l'honneur du maire Couture, en 1969, dans la ville de Neufchâtel maintenant présent dans la ville de Québec.
- La rue Odilon-Lirette a été nommée, en 1987, en l'honneur du maire Lirette dans la ville de Québec.
- La rue Verret a été nommée, en 1935, en l'honneur maire Joseph Verret dans la ville de Loretteville maintenant présente dans la ville de Québec.
- Le boulevard Savard a été nommée, en 1962, en l'honneur du maire Savard dans la ville de Saint-Ambroise-de-la-Jeune-Lorette maintenant présente dans la ville de Québec.
- La rue Saint-Amand a été nommée, depuis 1935, en l'honneur du maire Saint-Amand dans la ville de Saint-Ambroise-de-la-Jeune-Lorette maintenant présente dans la ville de Québec.
- La rue Saint-Charles a été nommée, en 1953, possiblement en l'honneur du maire Charles-Auguste Savard, dans la ville de Saint-Ambroise-de-la-Jeune-Lorette, maintenant présente dans la ville de Québec.